# Akademos
Akademos (altgriechisch Ἀκάδημος Akádēmos) oder Hekademos (Ἑκάδημος Hekádēmos) war ein athenischer Heros. Er rettete – so berichtet Plutarch in seiner Theseus-Biografie – die Stadt vor der Zerstörung durch Helenas Zwillingsbrüder, die Dioskuren Kastor und Pollux.

## Geschichte
Der verwitwete Theseus hatte die schöne Helena entführt und in Aphidnai versteckt. In dessen Abwesenheit drohten daraufhin die Brüder Athen zu zerstören. Akademos kannte das Versteck und verriet es den Dioskuren, um weiteren Schaden abzuwenden. So kam es, dass man ihn als Retter Athens, als Schutz- und Schirmherr verehrte. Man widmete ihm einen heiligen Hain vor den Toren Athens, im Nordwesten der Stadt. Dort soll er gemäß der Sage begraben sein. Nach einer Version des Herodot haben die Zwillingsbrüder den Aufenthaltsort der Helena von den Dekeleiern erfahren.
In der Nähe des Olivenhains kaufte Platon um 388 v. Chr. ein Gartengrundstück und machte es zum ersten „Philosophischen Garten“, um ein Diskussionsforum für seine vielen Schüler zu haben. Etwas später errichtete er dort ein Schulgebäude, das – dem Namen des Haines entsprechend – die „Akademische Schule“ und später platonische Akademie genannt wurde. Von dieser Kurzbezeichnung leitet sich der heutige Name für Gelehrtengesellschaften ab.